# اکیمچان
اکیمچان (انگلیسی: Ekimchan) یک شهرک در بخش سلمدژینسکی استان آمور کشور روسیه است.

## آب و هوا
| داده‌های اقلیم اکیمچان             | داده‌های اقلیم اکیمچان | داده‌های اقلیم اکیمچان | داده‌های اقلیم اکیمچان | داده‌های اقلیم اکیمچان | داده‌های اقلیم اکیمچان | داده‌های اقلیم اکیمچان | داده‌های اقلیم اکیمچان | داده‌های اقلیم اکیمچان | داده‌های اقلیم اکیمچان | داده‌های اقلیم اکیمچان | داده‌های اقلیم اکیمچان | داده‌های اقلیم اکیمچان | داده‌های اقلیم اکیمچان |
| ماه                               | ژانویه                | فوریه                 | مارس                  | آوریل                 | مه                    | ژوئن                  | ژوئیه                 | اوت                   | سپتامبر               | اکتبر                 | نوامبر                | دسامبر                | سال                   |
| --------------------------------- | --------------------- | --------------------- | --------------------- | --------------------- | --------------------- | --------------------- | --------------------- | --------------------- | --------------------- | --------------------- | --------------------- | --------------------- | --------------------- |
| سابقهٔ بیش‌ترین °C (°F)             | −۳٫۴ (۲۶)             | ۰٫۸ (۳۳)              | ۱۲٫۰ (۵۴)             | ۲۳٫۷ (۷۵)             | ۳۰٫۲ (۸۶)             | ۳۳٫۳ (۹۲)             | ۳۴٫۸ (۹۵)             | ۳۳٫۲ (۹۲)             | ۲۸٫۶ (۸۳)             | ۲۲٫۰ (۷۲)             | ۸٫۶ (۴۷)              | −۱٫۲ (۳۰)             | ۳۴٫۸ (۹۵)             |
| میانگین بیش‌ترین °C (°F)           | −۲۴٫۶ (−۱۲)           | −۱۵٫۶ (۴)             | −۵٫۱ (۲۳)             | ۴٫۵ (۴۰)              | ۱۴٫۰ (۵۷)             | ۲۱٫۶ (۷۱)             | ۲۴٫۵ (۷۶)             | ۲۱٫۶ (۷۱)             | ۱۴٫۵ (۵۸)             | ۳٫۳ (۳۸)              | −۱۲٫۴ (۱۰)            | −۲۴٫۴ (−۱۲)           | ۱٫۸ (۳۵)              |
| میانگین روزانه °C (°F)            | −۳۰٫۶ (−۲۳)           | −۲۴٫۲ (−۱۲)           | −۱۴٫۰ (۷)             | −۲٫۳ (۲۸)             | ۷٫۰ (۴۵)              | ۱۴٫۱ (۵۷)             | ۱۷٫۸ (۶۴)             | ۱۵٫۶ (۶۰)             | ۸٫۷ (۴۸)              | −۲٫۷ (۲۷)             | −۱۸٫۱ (−۱)            | −۲۹٫۴ (−۲۱)           | −۴٫۸ (۲۳)             |
| میانگین کم‌ترین °C (°F)            | −۳۶٫۶ (−۳۴)           | −۳۲٫۷ (−۲۷)           | −۲۲٫۸ (−۹)            | −۹٫۱ (۱۶)             | ۰٫۰ (۳۲)              | ۶٫۶ (۴۴)              | ۱۱٫۱ (۵۲)             | ۹٫۶ (۴۹)              | ۲٫۸ (۳۷)              | −۸٫۰ (۱۸)             | −۲۳٫۷ (−۱۱)           | −۳۴٫۳ (−۳۰)           | −۱۱٫۴ (۱۱)            |
| سابقهٔ کم‌ترین °C (°F)              | −۵۳٫۴ (−۶۴)           | −۵۰٫۰ (−۵۸)           | −۴۰٫۹ (−۴۲)           | −۳۶٫۶ (−۳۴)           | −۱۸٫۰ (۰)             | −۵٫۴ (۲۲)             | −۲٫۵ (۲۸)             | −۲٫۳ (۲۸)             | −۱۱٫۷ (۱۱)            | −۳۰٫۷ (−۲۳)           | −۴۳٫۲ (−۴۶)           | −۵۱٫۷ (−۶۱)           | −۵۳٫۴ (−۶۴)           |
| بارندگی میلی‌متر (اینچ)            | ۷٫۰ (۰٫۲۸)            | ۵٫۷ (۰٫۲۲)            | ۱۱٫۴ (۰٫۴۵)           | ۳۳٫۴ (۱٫۳۱)           | ۶۳٫۳ (۲٫۴۹)           | ۹۳٫۳ (۳٫۶۷)           | ۱۴۰٫۸ (۵٫۵۴)          | ۱۴۹٫۰ (۵٫۸۷)          | ۹۰٫۴ (۳٫۵۶)           | ۴۵٫۳ (۱٫۷۸)           | ۲۴٫۸ (۰٫۹۸)           | ۱۲٫۵ (۰٫۴۹)           | ۶۷۶٫۹ (۲۶٫۶۴)         |
| میانگین روزهای بارندگی (≥ ۰.۱ mm) | ۹٫۹                   | ۷٫۵                   | ۸٫۲                   | ۱۰٫۵                  | ۱۲٫۴                  | ۱۴٫۶                  | ۱۵٫۳                  | ۱۶٫۴                  | ۱۴٫۸                  | ۱۲٫۸                  | ۱۵٫۳                  | ۱۴٫۰                  | ۱۵۱٫۷                 |
| درصد رطوبت                        | ۷۸٫۳                  | ۷۵٫۴                  | ۷۱٫۳                  | ۶۶٫۷                  | ۶۵٫۲                  | ۷۱٫۲                  | ۷۶٫۷                  | ۸۲٫۴                  | ۸۱٫۶                  | ۸۱٫۵                  | ۸۴٫۳                  | ۷۹٫۸                  | ۷۶٫۲                  |
| میانگین روزانه ساعت‌های تابش آفتاب | ۱۳۷                   | ۱۷۷                   | ۲۱۷                   | ۲۰۰                   | ۲۱۶                   | ۲۳۱                   | ۲۲۳                   | ۱۷۹                   | ۱۳۷                   | ۱۲۸                   | ۱۰۷                   | ۱۰۱                   | ۲٬۰۵۳                 |
| منبع: climatebase.ru (1915-2012)  |                       |                       |                       |                       |                       |                       |                       |                       |                       |                       |                       |                       |                       |